# Juan Martínez (lancer du disque)
Juan Martínez Brito (né le 17 mai 1958 à Guanabacoa) est un athlète cubain, spécialiste du lancer de disque.
Son record est de 70,00 m, réalisé le 21 mai 1983 à La Havane. Il remporte la médaille d'argent lors des Jeux de l'Amitié de 1984 à Moscou.